# ستارا ویش (شهرستان میه‌خوف)
ستارا ویش (به لهستانی:  Stara Wieś) یک روستا در لهستان است که در گمینا کشانژ ویلکی واقع شده‌است.